# 4201 Orosz
4201 Orosz è un asteroide della fascia principale del diametro medio di circa 29,73 km. Scoperto nel 1984, presenta un'orbita caratterizzata da un semiasse maggiore pari a 3,1559971 UA e da un'eccentricità di 0,2305633, inclinata di 8,87946° rispetto all'eclittica.